# Осиновська сільська рада (Каргапольський район)
Оси́новська сільська рада (рос. Осиновский сельский совет) — сільське поселення у складі Каргапольського району Курганської області Росії.
Адміністративний центр — село Осиновське.
Населення сільського поселення становить 741 особа (2017; 775 у 2010, 912 у 2002).

## Склад
До складу сільського поселення входять:
| Населений пункт      | Населення, осіб (2002) | Населення, осіб (2010) |
| -------------------- | ---------------------- | ---------------------- |
| Колмогоровське, село | 162                    | 112                    |
| Осиновське, село     | 539                    | 473                    |
| Предеїна, присілок   | 211                    | 190                    |